# Christoph Landscheidt
Christoph Landscheidt (* 1959 in Oberhausen) ist ein deutscher Kommunalbeamter (SPD) und hauptamtlicher Bürgermeister der Stadt Kamp-Lintfort (Kreis Wesel).

## Karriere
Nach dem Abitur im Jahr 1977 machte er 1982 sein erstes Jura-Examen an der Ruhr-Universität Bochum; zwei Jahre später promovierte er zum Dr. jur. mit einer Arbeit zur Gefahrenquellenverantwortlichkeit im Rahmen der unechten Unterlassungsdelikte.
Nach dem zweiten Staatsexamen arbeitete Landscheidt als Syndikus in der Rechtsabteilung eines internationalen Handelskonzerns. Danach folgten Jahre als Richter in Krefeld, Kempen und Duisburg. Zuletzt war er Referent in der Staatskanzlei des Landes NRW. Im Jahr 1993 wurde er zum ersten Beigeordneten in Kamp-Lintfort gewählt, 1996 dann zum Stadtdirektor gewählt und im Herbst 1999 wurde er der erste direkt gewählte hauptamtliche Bürgermeister der Stadt.
Er wurde 2004, 2009 und 2014 wiedergewählt; 2014 mit 87,2 %, 2020 mit 80,41 % der abgegebenen Stimmen.
Landscheidt ist Präsident des Städte- und Gemeindebundes NRW und Vizepräsident des Deutschen Städte- und Gemeindebundes (DStGB), Berlin. Seit Januar 2025 vertritt er die Interessen der Deutschen Städte und Gemeinden im Ausschuss der Regionen (AdR) in Brüssel.  
Im Nebenamt ist Landscheidt als Professor für Business Law (Handels- und Gesellschaftsrecht und Bürgerliches Recht) sowie Sparkassenrecht an der Hochschule für Finanzwirtschaft und Management in Bonn tätig.
Er ist Mitglied des Hochschulrates. Seine wissenschaftliche Arbeit umfasst ca. 40 Veröffentlichungen. Er lehrte in einigen Wintersemestern an der Hochschule Rhein-Waal Verwaltungsorganisation und -recht im Fachbereich Kommunikation und Umwelt.
Überregionale Bekanntheit erlangte Landscheidt Anfang 2020, als er aufgrund von Bedrohungen aus dem rechtsextremen Milieu einen Waffenschein beantragte. Im Europawahlkampf 2019 hatte er Plakate der rechtsextremen Partei Die Rechte abhängen lassen, weil er sie als volksverhetzend einstufte. Wegen der daraufhin einsetzenden Drohungen hatte er einen Waffenschein beantragt, aber nicht erhalten. Gegen die Ablehnung des Waffenschein-Antrags reichte er daher Klage ein. Sein Ziel war nicht die tatsächliche Bewaffnung, sondern zum einen die gerichtliche Klärung der Rechtsfrage, ob Bürgermeister „gefährdete Hoheitsträger“ im Sinne des Gesetzes seien, zum anderen der Anstoß der öffentlichen Diskussion über den besseren Schutz von Kommunalpolitikern vor rechter Gewalt und Hetze. Nachdem das Verwaltungsgericht seinen Antrag auf nicht-öffentliche Verhandlung unberücksichtigt gelassen und der Innenminister in der öffentlichen Sitzung des Innenausschusses des Landtages vom 16. Januar 2020 aus den Gerichtsakten über sicherheitsrelevante Tatsachen zitiert hatte, zog er die Klage aus Sorge um seine und die Sicherheit seiner Familie zurück. Zugleich kündigte er seine Wiederkandidatur an.

## Privates
Landscheidt ist geschieden und hat drei Kinder.

## Werke (Auswahl)
- Zur Problematik der Garantenpflichten aus verantwortlicher Stellung in bestimmten Räumlichkeiten: zugleich ein Beitrag zur Gefahrenquellenverantwortlichkeit im Rahmen der unechten Unterlassungsdelikte, Dissertation, Berlin 1985, ISBN 9783428057931
- Das neue Produkthaftungsrecht, Herne 1990 ff., ISBN 9783482427725
- Ethik der Nachhaltigkeit als Geschäftsmodell der Sparkassen? – Eine Gratwanderung, in: In welcher Gesellschaft wollen wir leben? Befunde zur Wirtschaftsethik in der globalierten Gesellschaft (Milena Valeva, Muhammead Ashfaq, Klaus Hegemann, Hrsg.) ISBN 978-3-95710-068-9
- Sparkassengesetz Nordrhein-Westfalen, Kommentar, Herausgegeben von Prof. Dr. Marwan Hamdan und Prof. Dr. Christoph Landscheidt, Bearbeitet von den Herausgebern und Martin Fischer-Appelt, Simone Goletzko, Dr. Alexander Jochum, Prof. Dr. Binke Hamdan, Prof. Dr. Thomas Köster, Prof. Dr. Hans-Gert Vogel, Michael Weis, Dr. Gerald Zimmer, München 2024